# Sahil Sharma
Sahil Sharma (Gurgaon, 2 de julio de 1995), más conocido por su nombre artístico Zaeden, es un cantante y productor discográfico indio.

## Primeros años y comienzos de su carrera
Es hijo de Latika y Ashish Sharma. También tiene una hermana llamada Sanjana Sharma. Al crecer, asistió a The Heritage School, donde tocó la tabla y el piano durante toda la escuela. A la edad de 14 años, comenzó a actuar como DJ. Estudió brevemente comunicación de masas en la Universidad Amity, Noida antes de trasladarse a Mumbai para estudiar ingeniería de sonido.
Sharma declaró que su nombre de pila era demasiado común en la India, por lo que eligió el nombre artístico "Zaeden" ya que significaba "pensamiento fuera de la caja" en latín.

## Carrera
Sharma comenzó su carrera a la edad de 14 años, mezclando cintas de lanzamientos de música dance y distribuyéndolas entre sus amigos, lo que lo llevó a lanzar su primer sencillo titulado "Land of Lords" en 2014. Ese mismo año, su remix de "Magic" de Coldplay se emitió en el programa de radio del DJ holandés Hardwell Hardwell On Air, convirtiéndose en uno de los DJs más jóvenes en aparecer en el programa. Además, lanzó su remix oficial del sencillo de Maroon 5 "Don't Wanna Know" ese año.
En 2015, firmó con Spinnin' Records y lanzó su sencillo "Yesterday", un esfuerzo de colaboración con el DJ estadounidense Borgeous.
En 2016, Sharma fue un acto de cierre para el concierto de Mumbai de DJ David Guetta. Ese mismo año, se convirtió en uno de los pocos artistas indios que se presentaron en el Festival Tomorrowland en Bélgica, donde estrenó "Yesterday" junto con su remix de "Love Yourself" de Justin Bieber. En julio de ese año, Sharma lanzó su segundo sencillo bajo Spinnin' titulado "Never Let You Go", un esfuerzo de colaboración con el dúo de DJ Nina & Malika. La canción contó con la voz de Cimo Frankel, y el video musical posterior fue filmado en toda Europa. También apareció en la 'Lista de los mejores vestidos 2016' de la revista GQ y en la lista de los '50 mejores indios que definieron la moda en 2016'. También habló en la conferencia TED en The Heritage School ese año.
En 2017, Sharma lanzó su remix oficial del esfuerzo colaborativo de Maroon 5 con el rapero estadounidense Kendrick Lamar, "Don't Wann know". También lanzó su tercer sencillo titulado "City of the Lonely Hearts" con Cimo Frankel. Ese mismo año, fue uno de los actos de apertura para la fecha de Mumbai en el Purpose World Tour de Justin Bieber.
Representó a la India en Tomorrowland, Marenostrum, así como en clubes como Ushuaïa, Pacha y Privilege en Ibiza.
El 5 de septiembre de 2019, Zaeden lanzó su primera canción hindi no cinematográfica, "tere bina" en VYRL, Universal Music junto con un video musical con Amyra Dastur. Unas semanas más tarde, lanzó su versión acústica con Jonita Gandhi. Un artista regular en Tomorrowland, debutó "tere bina" durante su tercera aparición allí.
Durante el tiempo que India estuvo en un encierro, lanzó cuatro sencillos más, "kya karoon?", "dooriyan", "intezaar" y "socha na tha". También colaboró con Lost Stories para "Noor", y Sez On The Beat para "Kahaani 2020". Todas las pistas obtuvieron una respuesta positiva de las audiencias y los veteranos de la industria por igual. En 2021, lanzará su álbum debut titulado "Genesis 1:1".
Zaeden se ha vinculado con marcas internacionales como Puma, Fossil, Axe, Tinder y Bumble. [cita requerida] Para la colección clásica de Puma, 'Future Riders', rodó un par de propiedades digitales con la actriz de Bollywood Sara Ali Khan. La joven de 25 años ha aparecido en la lista de los mejores vestidos y mensXP 'Top 50 indios que definieron la moda en 2016' de GQ. [cita requerida] Ha colaborado con los diseñadores Shantanu &Nikhil, y Siddhartha Tytler. [cita requerida]

## Discografía
| Título                                               | Año  |
| ---------------------------------------------------- | ---- |
| "Land of Lords" (con Syzz)                           | 2014 |
| "Yesterday" (con Borgeous)                           | 2015 |
| "Never Let You Go" (con Nina & Malika)               | 2016 |
| "City of the Lonely Hearts" (con Cimo Fränkel)       | 2017 |
| "Tere Jaane Se" (con Ankit Tiwari)                   | 2017 |
| "Tempted To Touch" (con Rupee)                       | 2018 |
| "Something like" (con Yves V y Jermaine Fleur)       | 2018 |
| "Uncomplicated" (con Lost Stories y Matthew Steeper) | 2018 |
| "tere bina" (con Amyra Dastur)                       | 2019 |
| "kya karoon?"                                        | 2020 |
| "dooriyan" (con Aashna Hegde)                        | 2020 |
| "Noor" (con Lost Stories y Akanksha Bhandari)        | 2020 |
| "socha na tha"                                       | 2020 |
| "intezaar"                                           | 2020 |
| "Kahaani 2020"                                       | 2020 |
| "kho gaya" (con Yashraj)                             | 2021 |
| "KTMBK"(con Hanita Bhambri)                          | 2021 |
| "days"                                               | 2021 |
| "1000 pedazos"                                       |      |